# Мюрквід
Мірквід, Мюрквід (давньоскан. Myrkviðr, дослівно «похмурий або темний ліс») — назва деяких лісів у скандинавській міфології та літературі. Назва зустрічається у Старшій Едді в «Суперечці Локі» (Lokasenna), в «Пісні про Атлі» (Atlakviða), в " Першій Пісні про Гельґі, вбивцю Гундінґа "(Helgakviða Hundingsbana I) і в «Пісні про Гльода» (Хлодсквіда). Також поняття «Чорнолісся» зустрічається в «Книзі з Плаского острова», в сагах «Сага про Гервер» і Fornmanna sögur.
У «Сазі про Гервер» Мюрквід розділяє країну готів (Gotaland) і гунів (Húnaland), що може відповідати зниклому лісовому масиву в гирлі Дніпра, відомому Геродоту як Гілея. За іншою версією відповідником лісу Мюрквід може бути Чорний ліс на межі лісостепу і степу (сучасні південь Черкаської та північ Кіровоградської областей). У регіоні поширені численні пам'ятки черняхівської культури, яку нині пов'язуть з розселенням готів, а у степовому регіоні з останньої чверті IV ст. поширюються пам'ятки кочовиків.
Похідні цього поняття збереглися в топонімах Швеції, Норвегії та інших європейських країн. Найбільш відомий топонім — Шварцвальд або «Чорний ліс» в Німеччині.

## Етимологія
Слово Myrkviðr складається зі слів myrkr — темний і viðr — ліс.
У німецькій мові вираз «Чорний ліс» є ідіомою, що позначає хвойний ліс на противагу «світлому», широколистяному лісові.[джерело?]

## В сучасній літературі
У формі «Mirkwood» термін був використаний 1888 року Вільямом Морісом в його книзі «Казка про будинок вовченят», а пізніше і Джоном Рональдом Руелом Толкіном в своїх роботах.